# 信州フルーツランド 信州中野インター店

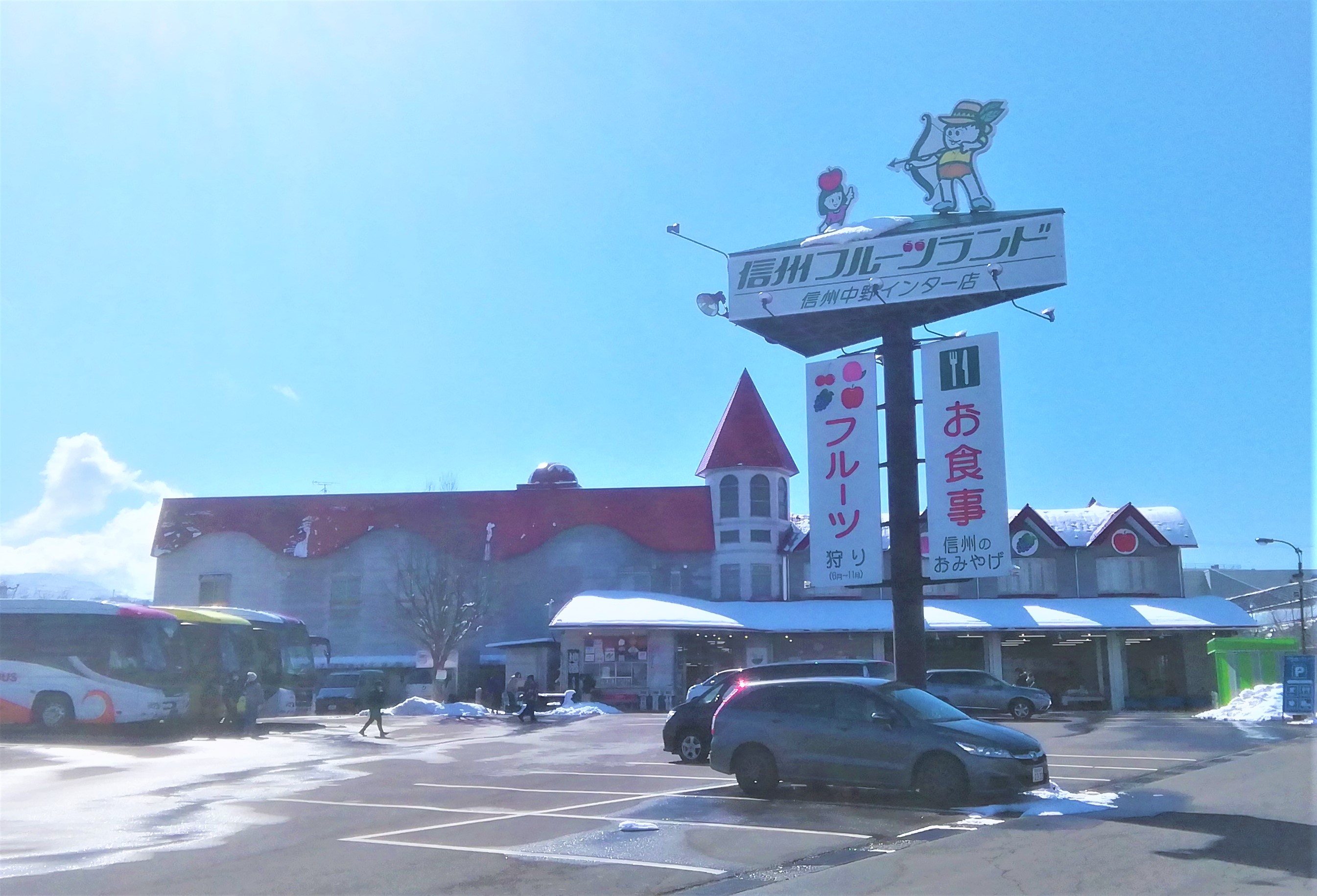
信州フルーツランド
信州中野インター店

信州フルーツランド 信州中野インター店（しんしゅうフルーツランド しんしゅうなかのインターてん）は、長野県中野市草間にある観光農園。

## 運営会社
長野県須坂市小河原松川3750（登記上は長野県須坂市大字小河原3750番地）に本社を置く有限会社フルーツランドが運営している。同社は1963年（昭和38年）8月1日の設立（旧称：有限会社中条フルーツ農場）。あるとき農園に立ち寄ったバスにリンゴを販売したことがきっかけとなり、観光農園を事業化した。「りんご狩りの元祖」と紹介されることもある。合わせて果物の通信販売事業にも注力し、経営の安定化を図っている。

## 店舗
公式ウェブサイトによる。

### 信州フルーツランド 信州中野インター店
- 所在地：〒383-0053 長野県中野市草間安源寺境1356-1
- 定休日：年中無休
- 営業時間：8:00 - 17:30
  - スキーシーズン 4:30 - 22:30
- 交通アクセス：上信越自動車道・信州中野インターチェンジから自動車で1分間。乗用車50台、大型バス30台分の駐車場がある。

### 中条フルーツ農場
- 所在地：〒382-0001 長野県須坂市小河原松川3750
- 営業時間：8:30 - 17:30
- 交通アクセス：上信越自動車道・小布施スマートインターチェンジから自動車で7分間。乗用車25台、大型バス14台分の駐車場がある。

|                  | 信州フルーツランド 信州中野インター店 | 中条フルーツ農場 |
| ---------------- | ------------------------------------- | ---------------- |
| サクランボ狩り   | 5月以降                               | ―                |
| ブルーベリー狩り | 7月以降                               | ―                |
| モモ狩り         | 7月下旬以降                           | ―                |
| リンゴ狩り       | 8月上旬以降                           | 8月中旬以降      |
| ブドウ狩り       | 9月以降                               | 9月上旬以降      |